# Zenith Electronics

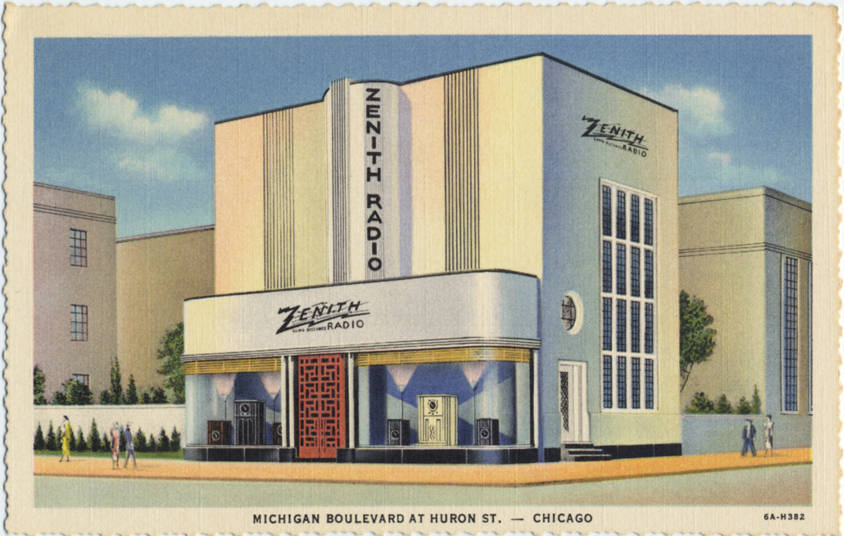
Estudios de radio de Zenith en la Avenida Míchigan de Chicago (1936)

Zenith Electronics es una empresa estadounidense de investigación y desarrollo de tecnología, fabricante de televisores y otros productos electrónicos, con sede principal en Lincolnshire (Illinois). Zenith inventó la televisión por suscripción y el control remoto, entre otras muchas invenciones de avanzada, como el desarrollo de la televisión de alta definición (HDTV) en América del Norte. Es una subsidiaria de la surcoreana LG Electronics quien, en 1995, adquirió una participación mayoritaria y en 1999 la totalidad de la empresa. Durante muchos años, Zenith utilizó el eslogan «the quality goes in before the name goes on» (que podría traducirse al español como: "La calidad entra al equipo antes que se imprima nombre").

## Pioneros de la radiodifusión

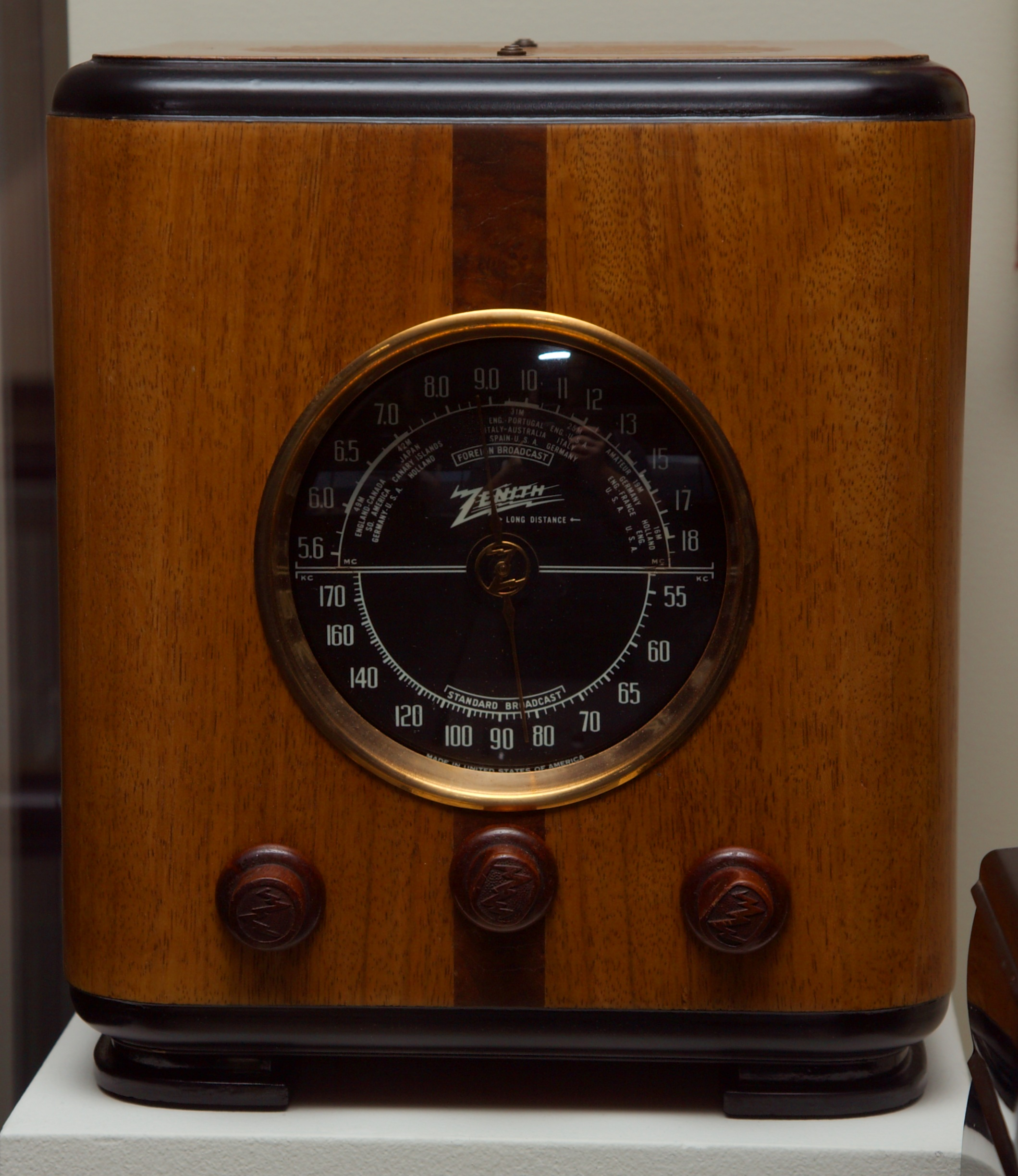
Radio Zenith, modelo «cube» (5-S-220) (1937)

La compañía fue cofundada por Ralph Matthews y Karl Hassel en Chicago, Illinois, con el nombre de Chicago Radio Labs en 1918, un pequeño fabricante de equipos para radioaficionados. El nombre Zenith proviene de «ZN'th», una contracción del código indicativo de radioaficionado que le fue asignado a  sus fundadores, 9ZN. A ellos se unió en 1921, Eugene F. McDonald, constituyéndose en 1923 en la sociedad comercial Zenith Radio Company.
La incipiente empresa pronto se hizo conocida por sus radios de alta calidad e innovaciones electrónicas. Zenith introdujo la primera radio portátil en 1924, la primera radio producida en serie en 1926, y la sintonización con teclado en 1927. Los radios para automóviles llegaron en la década de 1930 con su «Model 460», el cual se vendía por US$ 59,95 dólares estadounidenses de la época. El primer televisor Zenith apareció en 1939, y los primeros televisores que se vendieron al público, en 1948. A la compañía se le atribuye haber inventado cosas como el control remoto inalámbrico y la frecuencia modulada estereofónica. 
Zenith puso al aire una de las primeras estaciones de FM en el país en 1940, la WWZR de Chicago, más tarde WEFM, llamada así por la iniciales del gerente de Zenith, Eugene F. McDonald. WEFM fue una de las primeras estaciones de frecuencia modulada estereofónica del mundo, transmitiendo por primera vez en estéreo en junio de 1961. 
Zenith fue uno de los primeros fabricantes estadounidenses en producir videograbadoras domésticas, vendiendo a partir de 1977 una grabadora de video Betamax desarrollada por Sony. En el desarrollo de tecnologías, Zenith también fue pionero en el desarrollo de tubos de imagen de pantalla plana y alto contraste, así como del sistema estereofónico de sonido de televisión multicanal (MTS) utilizado en transmisiones de televisión analógica en Estados Unidos y Canadá, por contraste con el sistema de sonido estéreo digital NICAM desarrollado por la BBC. Zenith también fue una de las primeras empresas en trabajar en la implementación de un sistema de televisión de alta definición totalmente digital (HDTV), partes del cual se incluyeron en el ATSC, el estándar estadounidense de 1995 desarrollado por la Gran Alliance. 

### Incursión en la informática
En la década de los 80's, Zenith enfrentó problemas económicos, ya que cada vez más su cuota de mercado compite con los productos japoneses a precios más bajos. En 1979, entra en el negocio de los ordenadores con la compra de Empresa Heath y su ordenador H-8; la empresa Heath fue renombrada como Zenith Systems, y fue finalmente vendida al Grupo Bull en 1989 para recaudar fondos para sufragar los gastos de investigación en la alta definición. Tras esto, Zenith cambió su nombre por el de «Zenith Electronics Corporation» en 1984, para reflejar sus intereses en los ordenadores y CATV, y, puesto que había abandonado el negocio de la radio, dos años antes. 
En la década de los 90's, Zenith volvía a pasar por tiempos críticos, al tiempo que buscaba más productos atractivos para evitar una OPA hostil. Para este fin, Zenith vendió el 5% de sus acciones a LG Electronics, como parte de un acuerdo de reparto de la tecnología. Con el envejecimiento de su línea analógica (la última gran actualización de la línea ha sido el chasís Sistema³ en 1978), y la adopción de la HDTV en los últimos años en Estados Unidos, las perspectivas de Zenith eran sombrías. Finalmente, LG aumentaría su participación en  Zenith en un  55%, inserción suficiente para asumir una participación de control. Zenith finalmente se declaró en bancarrota (quiebra económica) en 1999, y como compensación de sus deudas, LG ofreció comprar la parte de Zenith que aún no le pertenecía. Durante esta época, algunos de los productos de Zenith estaban siendo rebautizados como productos OEM con el nombre de Admirant (Almirante, en español). 
Hoy en día, LG produce el Zenith TDT-900 y Zenith TDT-901. LG también ofrece la marca Zenith de plasma, LCD y televisores de visión directa a través de determinados puntos de venta.

## Productos

### Productos famosos de radio de onda corta
Entre los primeros productos famosos de Zenith estaban la serie " Royal " de radios transistores y la serie Trans-Oceanic de portátiles de onda corta, que se produjeron entre 1942 y 1981.

### Televisión por cable

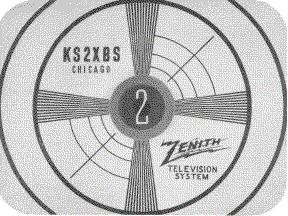
Carta de ajuste de Zenith (1951).

Zenith fue la primera empresa en experimentar con la televisión por cable con el lanzamiento de su Phonevision en la estación KS2XBS (inicialmente la radiodifusión en el canal 2, antes de la Comisión Federal de Comunicaciones los obligó a renunciar a WBBM-TV ). Su experimento "descrambler" era una caja montada en el televisor, y conectado al teléfono . Cuando una emisión programada estaba lista para comenzar, los telespectadores llamaban a un operador de Zenith para que enviara una señal a través del teléfono para descifrar la señal.
Mientras que la asociación de Propietarios de Teatros de América reivindicó que el proyecto fue un fracaso, Zenith reivindicó que el experimento fue un éxito. Como Phonevision emisión de películas, fue visto como un competidor potencial de los teatros tradicionales. A pesar del hecho de que las tres películas disponibles inicialmente en primera prueba de 300 hogares tenían más de dos años, aproximadamente el 18 por ciento de los telespectadores Phonevision ya las había visto en el cine, y 92 por ciento de los hogares Phonevision informaron de que preferiría ver películas en casa.

### El mando a distancia

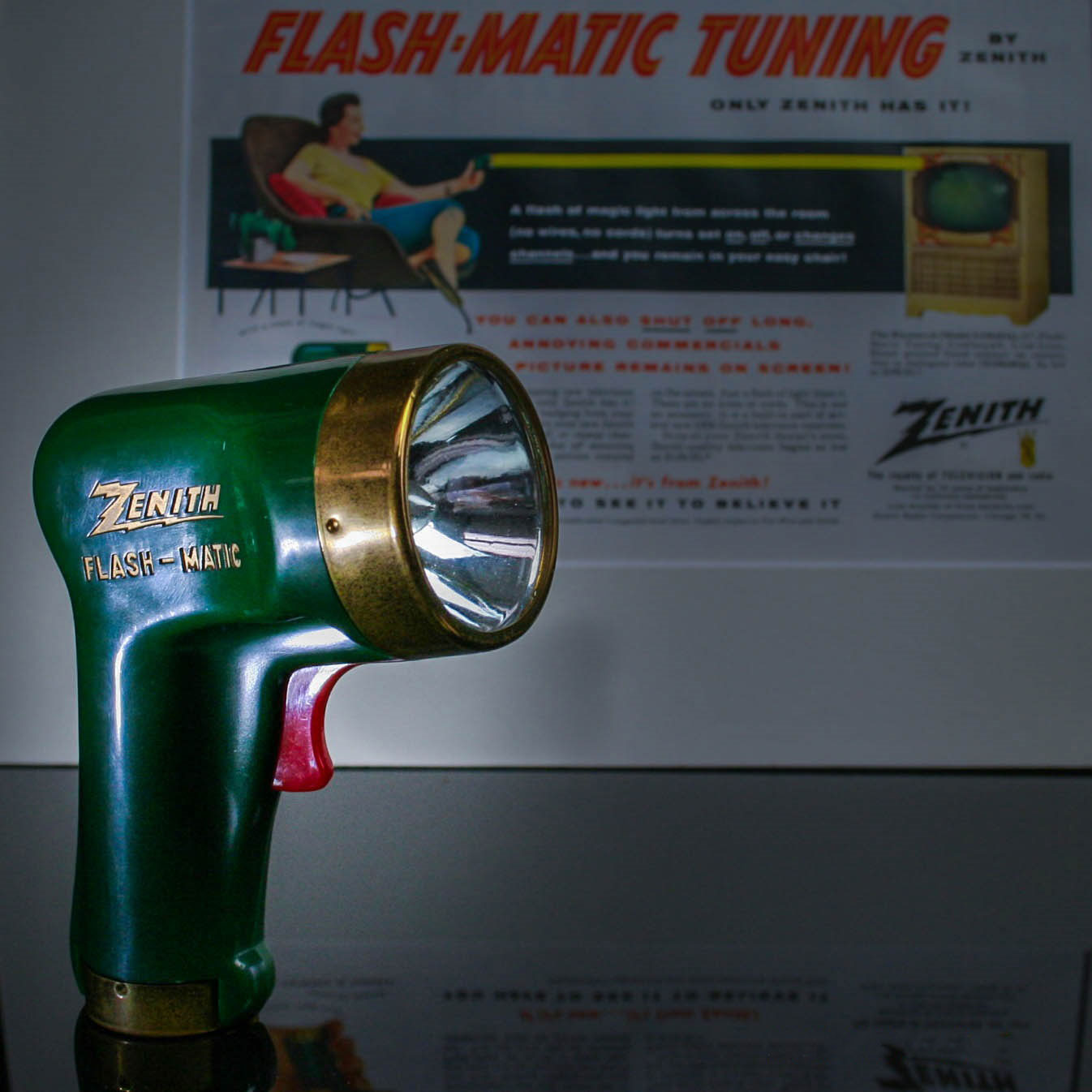
Primer control remoto del mundo (1955)

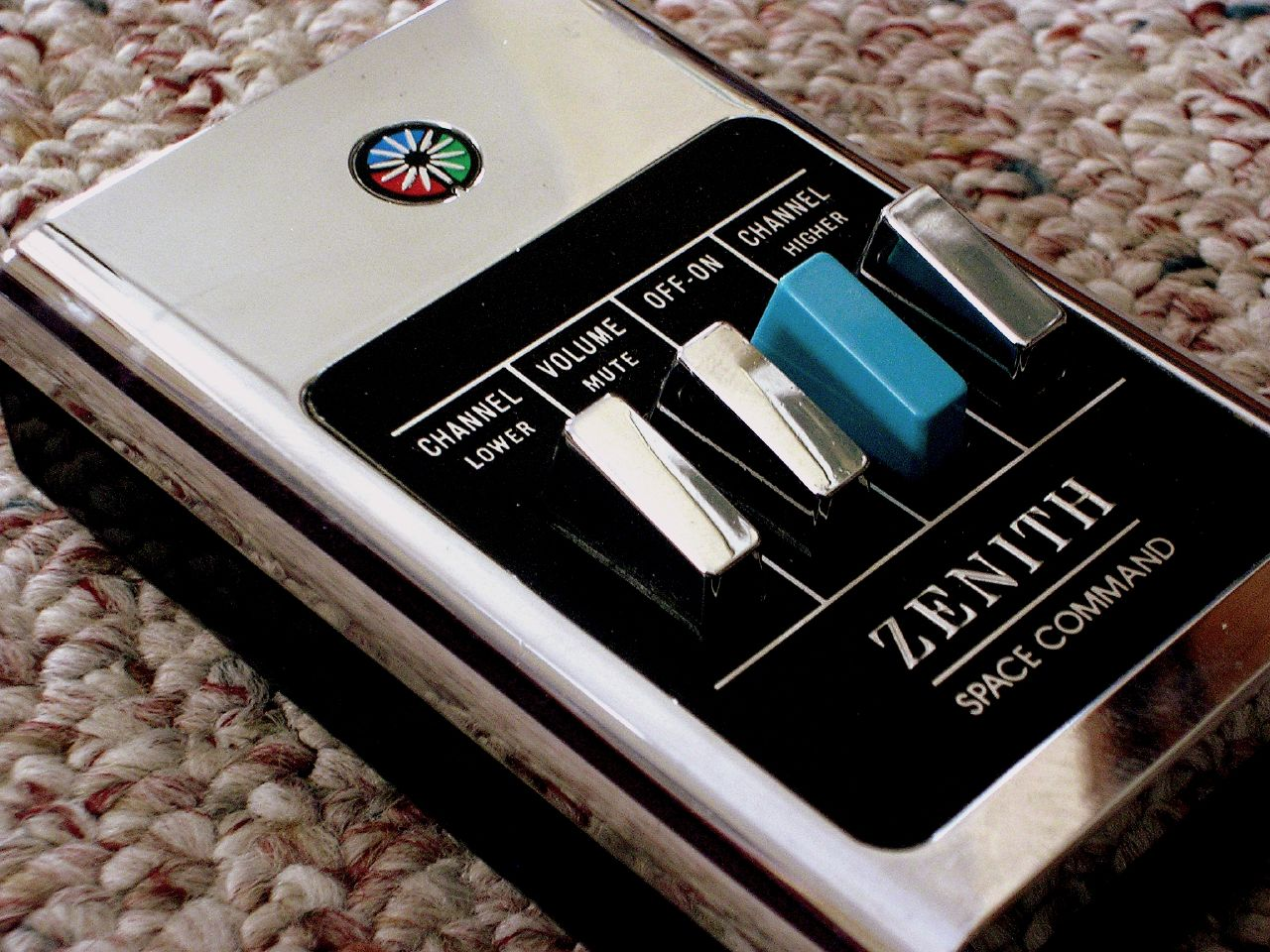
Control remoto Zenith Space Command 600.

Uno de los inventos revolucionarios que hicieron aumentar la popularidad de Zenith, fue el primer control remoto inalámbrico para TV; el Space Comander, diseñado en 1956. 
El  control remoto original para TV, fue diseñado en 1950. Era un mando que utilizaba un cable que iba desde la mano del espectador hasta el televisor, y que pronto originó quejas por las molestias causadas por la longitud del cable. CMdR. Eugene F. McDonald, presidente y fundador Zenith, encargó a sus ingenieros que desarrollaran una versión inalámbrica. El uso de las ondas de radio pronto se descartó debido a la interferencia con los receptores de radio. En 1955 el sistema de control remoto utilizando un tubo de flash direccional foto en la unidad de mano que tenía foto-receptores situados en las cuatro esquinas del televisor. Tenía el inconveniente que, la luz brillante del sol cayendo sobre el televisor podía activar los controles.
El  Ingeniero Robert Adler sugirió que se utilizaran ultrasonidos  como un mecanismo de activación. en principio los ultrasonidos se generaban mecánicamente. Eventualmente, la miniaturización de la electrónica hizo que, con el tiempo los ultrasonidos se generaran en el mando a distancia por métodos electrónicos, pero el principio de funcionamiento se mantuvo en uso hasta la década de 1980, cuando fueron substituidos por el sistema de infrarrojos.
La foto de la derecha es un Mando Space Comander 600, fue el control remoto diseñado para su uso con receptores de televisión en color. El Space Comander 600 se introdujo en 1965 y el diseño estuvo en uso hasta el final del 1972. El mando Space Comander 600 tenía una característica adicional que lo diferenciaba de todos los demás, este mando a distancia permitía ajustar el tono de color (muy necesario en NTSC). Al pulsar el botón MUTE en el mando a distancia, se activaba un relé en el televisor transfiriendo el circuito del motor del conmutador de canales del sintonizador, al sistema de accionamiento motorizado del control del tono de color. Esto permitía al usuario ajustar el tono del color presionando en el mando a distancia las teclas canal hacia arriba o canal hacia abajo. Se restauraba el televisor a la situación normal cuando el botón MUTE se volvía a pulsar.

### Space Phone (teléfono del espacio)
Algunos modelos de Zenith del Sistema 3 línea de televisores fabricados con los finales de los 70 a mediados de los años 80 había una característica que se hace referencia a la tecnología espacial como Zenith Teléfono. Es básicamente un manos libres altavoz incorporado en el televisor. Se utiliza el conjunto de altavoces y mando a distancia, además de un micrófono incorporado. Un espacio de teléfono habilitado para televisión de conectarse a una toma de teléfono (con un built-in cable de teléfono), y la colocación de una llamada se realiza pulsando un botón del mando a distancia para activar el espacio de teléfono (que se mudó y asumir el programa de audio ir al orador). El número de teléfono se marca utilizando las teclas numéricas en el mando a distancia, que a continuación, muestra los dígitos están marcados en la pantalla (utilizando la visualización en pantalla las características de la línea Sistema 3). El usuario podrá conversar con otro de llamadas manos libres, como un altavoz.

### Zoom
Una característica que se incluye en algunos de Zenith del Chromacolor y luego Sistema 3 líneas de juegos de los finales de los años 70 fue la función de zoom. Esta característica permite a la imagen que se muestra en la pantalla del televisor para hacer zoom en, por overscanning la trama de CRT para que el centro de la imagen que se mostrará. 

### Porthole TV
En el muy principios de 1950 entró en el Zenith de mercado de la televisión. Estos conjuntos fueron en todos los conjuntos de tubo. La característica principal es que toda la ronda de pantalla fue expuesto. Ellos estaban disponibles en 12 ", 16" y 19 ". Todos los modelos tenían un interruptor que muestran la imagen en la ratio de 4:3, o tener la pantalla toda la ronda expuestos. Estos conjuntos son muy conveniente entre los coleccionistas de TV. Portillo Muchos conjuntos metal utilizado cono-CRT, que son ahora muy difíciles de encontrar. No es raro para los coleccionistas para sustituir un mal cono-tubo de metal con un tubo de vidrio. Zenith portillo se establece en los modelos de mesa, independiente de consolas y TV / radio / fono combos.

## Chasis cableado a mano
A finales de 1950, muchos fabricantes electrónicos, tales como RCA, General Electric y Admiral, estaban cambiando, en sus radios y televisores, de chasis de metálico cableado a mano a placas de circuito impreso. Mientras que las placas de circuito impreso ahorraban tiempo y errores en el montaje, no eran muy adecuadas para su uso en equipos a válvulas, en los que se generan altas temperaturas que pueden quebrar las placas, que finalmente se desintegran si se intenta quitar un tubo. Zenith, y en menor medida Motorola, evitaron este problema al continuar usando chasis cableados a mano en todos sus equipos a válvulas. Zenith mantuvo las placas de circuito impreso fuera de sus televisores hasta lanzar la línea Chromacolor a principios de 1970, e incluso entonces sólo las utilizó con los componentes de estado sólido, montando las cuatro válvulas utilizadas en el Chromacolor "4 tube hybrid" sobre el chasis de acero. 
Zenith sólo introdujo las placas de circuito impreso en sus aparatos de radio, cuando cambiaron a estado sólido a finales de 1960, de hecho, los primeros aparatos de radio a transistores de Zenith estaban cableados completamente a mano con transistores en zócalos. Debido al uso de esta construcción del chasis (y los componentes de alta calidad), los televisores y aparatos de radio Zenith de los años 1950 a 1970 están a menudo todavía funcionando bien hoy día, necesitando poco o ningún trabajo de restauración para dejarlos en un buen estado de funcionamiento.